# Pitkäjärvi (sjö i Rautjärvi, Södra Karelen)
Pitkäjärvi är en sjö vid finsk-ryska gränsen. Den finländska delen ligger i kommunen Rautjärvi i landskapet Södra Karelen i Finland. Arean är 42 hektar och strandlinjen är 3,51 kilometer lång. Sjön  ingår i Vuoksens huvudavrinningsområde.   Den ligger omkring 67 kilometer nordöst om Villmanstrand och omkring 270 kilometer nordöst om Helsingfors. 